# Ryoichi Kurisawa
Ryoichi Kurisawa (栗澤 僚一, Kurisawa Ryoichi) est un footballeur japonais né le 5 septembre 1982. Il évolue au poste de milieu de terrain.

## Biographie
Ryoichi Kurisawa commence sa carrière professionnelle au FC Tokyo. En 2008, il est transféré au Kashiwa Reysol.
Il participe à la Coupe du monde des clubs en 2011 puis à la Ligue des champions de l'AFC en 2012 avec le Kashiwa Reysol.

## Palmarès
- Vainqueur de la Coupe de la Ligue japonaise en 2004 avec le FC Tokyo
- Finaliste de la Coupe du Japon en 2008 avec le Kashiwa Reysol
- Champion du Japon en 2011 avec le Kashiwa Reysol
- Champion de J-League 2 en 2010 avec le Kashiwa Reysol